# Crkva Svetog Ivana Krstitelja u Badnju
Crkva Svetog Ivana Krstitelja u Badnju jedna je od četiri katoličke crkve, koja se danas nalazi u sklopu gradskog groblja, izgrađena je u drugoj polovini 19. veka. Nakon što je srušena u ratnim dejstvima na prostoru Hrvatske 90-tih godina 20 veka, odmah nakon rata je temeljno 
obnovljena. 

## Položaj
Crkva Svetog Ivana Krstitelja nalazi se u naselju Badanj, u sklopu gradskog groblja, na jugozapadnim obroncima planine Promine uz severoistočni deo grada Drniša, zapravo danas njegovom sastavnom delu, u severnoj Dalmaciji u Šibensko-kninska županiji, Republike Hrvatske.

## Istorija
Na gradskim grobljem u Badnju Crkva Svetog Ivana Krstitelja navodno je postojala još u srednjem veku, a prema nekim podacima iz 1681. papa Inocent XI. podelio je vernicima na blagdan Svetg Ivana Glavosjeka, oproste uz obične uslove.
Godine 1715. Turci su nakon upada u Petrovo polje opustošili crkvu. Crkva, koja je imala tri oltara potom je dva puta onbovljena u 18. veku (1730 i 1780). U toku obnove, neki su fragmenti koji su sačuvani od stare crkve, uzidani su u zidove nove crkve.
U 19. veku (1868 – 1869) sagrađena je nova crkva po nacrtu inžinjera Teste, na temeljim starije crkve, iz antičkog, kasnoantičkoga i srednjovjekovnog i gotičkog perioda. Radaovi su izvedeni ostavštinom Pavla Plenkovića, bogatog drniškog velikoposednika. Nakon izgradnje crkva je svečano osvećena 1871. godine.
Tokom krčenju zemlje i popravke seoskog puta u blizini crkve 1921. godine,  pronađena su dva antička sarkofaga iz domaćeg konglomerata koji verovatno potiču iz antičke Promone. Jedan je tokom sedamdesetim godinama 20. veka prenesen u Drniš i danas se nalazi ispred Gradskog muzeja.
Na pročelju crkve prvobitno se dizao zvonik na preslicu sa tri zvona. Tokom 1931. godine na crkvi je podignut novi krov, a 1939. godine na pročelju i novi zvonik.
Crkva je minirana i srušena na početku rata u Hrvatskoj vođenog 90-tih godina 20. veka. Odmah nakon rata crkva je 1997. godine obnovljena faksimilskom metodom. Tokom obnove, u spoljašnje i unutrašnje zidove uzidane su spolije koje su bile ugrađene i u miniranoj crkvi. Porušena crkva, pre njene obnove poslužila je za detaljnija  arheološka istraživanja jer su dotadašnji nalazi i arheološka saznanja o njoj bila isključivo slučajna. Tom prilikom  pronađeno je desetak odlomaka koji potičuu iz antičkog, kasnoantičkoga i srednjovekovnog perioda, a u podu crkve otkriveni su temelja  i drugi ostatci  starije crkve iz gotičkog perioda. Svi materijalni ostaci sa ruševine prethodne crkve uzidani su u pročelje crkve.

## Literatura
- T. Marasović, Graditeljstvo starohrvatskog doba Dalmaciji, Split 1994.

## Spoljašnje veze
- Drniške crkve Архивирано на веб-сајту  (31. март 2019) - Grad Drniš